# Лемиш, Валентин Пантелеевич
Лемиш Валентин Пантелеевич (12 ноября 1937, Кривой Рог, Днепропетровская область — 13 июня 2003, Киев) — советский и украинский политический деятель. Народный депутат Украины 1-го созыва.

## Биография
Родился 12 ноября 1937 года в городе Кривой Рог в семье рабочего. Украинец.
В 1955—1958 годах — курсант Московского пограничного училища. В 1958—1960 годах служил в Азербайджанском пограничном округе. Член КПСС с 1958 года. В 1970 году окончил Криворожский горнорудный институт по специальности инженер-строитель.
- В 1960—1962 годах — начальник отдела, помощник начальника, мастер строительного управления № 16 треста «Криворожсеверрудстрой» в Кривом Роге.
- В 1962—1965 годах — инструктор Жовтневого районного комитета КПУ в Кривом Роге; начальник ремонтно-строительного цеха Центрального горно-обогатительного комбината.
- В 1965 году — директор бетонного завода треста «Криворожаглострой».
- В 1966—1970 годах — начальник строительного управления № 3 треста «Криворожсеверрудстрой».
- В 1970—1971 годах — заместитель управляющего, в 1971—1975 годах — управляющий трестом «Кривбассрудстрой».
- В 1975—1978 годах — главный инженер Днепропетровского объединения «Облагрострой».
- В 1978—1986 годах — начальник Главного планово-экономического управления, заместитель, первый заместитель председателя правления «Укрмежколхозстрой».
- В 1986—1991 годах — первый заместитель председателя республиканского кооперативно-государственного объединения по агропромышленному строительству.
- В 1991—1994 года — председатель правления корпорации «Украгропромстрой».
- С июня по сентябрь 1994 года — заведующий отделом по вопросам обороны и военно-мобилизационной работе.
- С сентября 1994 по август 1996 года — начальник Главного управления по вопросам обороны Кабинета министров Украины.

Участник ликвидации последствий аварии на Чернобыльской АЭС и землетрясения в Армении. Член совета Службы Безопасности Украины.
Был выдвинут кандидатом в народные депутаты пленумом Киверцовского профсоюза работников агропромышленного комплекса, объединённым собранием строительных организаций Киверцовского района и трудовым коллективом Рожищенского райагростроя. 18 марта 1990 года был избран депутатом Верховного Совета УССР по Киверцовскому избирательному округу № 46 Волынской области. Внефракционный. Был членом, первым заместителем, председателем Комиссии Верховной рады Украины по вопросам обороны и государственной безопасности.
В марте 1994 года — кандидат в народные депутаты Верховной рады Украины 2-го созыва по Киверцовскому избирательному округу № 71 Волынской области. В первом туре набрал 5,91% голосов избирателей, заняв 6 место из 14 претендентов.
Умер 13 июня 2003 года в Киеве, где похоронен на участке № 49б Байкового кладбища.

## Награды
- Орден «Знак Почёта»;
- Орден Дружбы народов;
- Почётная грамота Президиума Верховного Совета УССР;
- медали.